# Chilotomina
Chilotomina es un género de escarabajos  de la familia Chrysomelidae. En 1912 Reitter describió el género. Contiene las siguientes especies:
- Chilotomina bergeali Warchalowski, 2000
- Chilotomina erberi Warchalowski, 2000
- Chilotomina korbi Weise, 1895
- Chilotomina moroderi Escalera, 1928
- Chilotomina nigritarsis Lacordaire, 1848
- Chilotomina oberthuri Lefèvre, 1876
- Chilotomina regalini Warchalowski, 2000